# Pac-Man (série de jeux vidéo)

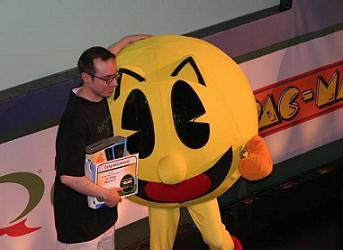
Carlos Borrego, vainqueur du premier championnat du monde de Pac-Man de New York en 2007, aux côtés d'un acteur déguisé en Pac-Man.

Pour les articles homonymes, voir Pac-Man (homonymie).
Pac-Man (パックマン, Pakkuman) est une série de jeux vidéo créée par Tōru Iwatani et éditée par Namco. Elle a débuté en 1980 avec le jeu éponyme.

## Historique
Tōru Iwatani, alors embauché chez Namco en 1977 sans être passionné par les jeux vidéo, chercha à créer un jeu pour intéresser les joueuses, pendant que les joueurs masculins ceux qui adulent les jeux vidéo[pas clair]. Lorsqu'Iwatani mangea une pizza, il eut l'idée d'un personnage devant manger des boules qui seront nommées pac-gommes. C'est ainsi que naquit le personnage de Pac-Man. Il eut l'idée de placer son personnage dans un labyrinthe. Il ajouta quatre fantômes afin de compliquer la chose ; Iwatani eut l'idée de pac-gommes puissantes afin de se débarrasser des fantômes : il inventa les super pac-gommes. C'est ainsi que vit le jour Pac-Man sur borne d'arcade en 1980.

## Liste des jeux vidéo

### Arcade
- Pac-Man (1980)
- Ms. Pac-Man (1981)
- Super Pac-Man (1982)
- Pac-Man Plus (1982)
- Professor Pac-Man (1983)
- Pac & Pal (1983)
- Jr. Pac-Man (1983)
- Pac-Land (1984)
- Pac-Mania (1987)
- Pac-Man Arrangement (1996)
- Pac-Man VR (1996)

### Flipper
- Mr. & Mrs. Pac-Man (1983)
- Baby Pac-Man (1983)

### Console
- Pac-Attack (1993)
- Pac-Man 2: The New Adventures (1994)
- Pac-In-Time (1994)
- Pac-Man World (1999)
- Ms. Pac-Man Maze Madness (2000)
- Pac-Man: Adventures in Time (2000)
- Pac-Man Collection (2001)
- Ms. Pac-Man: Quest for the Golden Maze (2001)
- Pac-Man Fever (2002)
- Pac-Man World 2 (2002)
- Pac-Man Vs. (2003)
- Pac-Pix (2005)
- Pac 'n Roll (2005)
- Pac-Man World 3 (2005)
- Pac-Man World Rally (2006)
- Pac-Man Championship Edition (2007)
- Pac-Man Party (2010)
- Pac-Man Live Studio (2020)
- Pac-Man World Re-PAC (2022)
- Pac-Man World 2 Re-PAC (2025)

## Produits dérivés
Pac-Man a commencé à avoir des produits à son effigie grâce aux fans. Des milliers de vêtements, gourdes, fournitures, et autres objets ont été créer sous la license de Namco.